# Pierino Pietro Selvatico
Pierino Pietro Selvatico SJ (* 17. August 1932; † 19. April 2008) war ein Schweizer Theologe.

## Leben
Pierino Pietro Selvatico studierte Theologie an der Päpstlichen Universität Gregoriana in Rom. 1953 trat er der Ordensgemeinschaft der Jesuiten bei. Nach seinem zweijährigen Noviziat studierte er Philosophie an der Hochschule für Philosophie München. Nach einer Tätigkeit als Präfekt im Jesuitenkolleg Stella Matutina in Feldkirch schloss er sein Theologiestudium an  der Gregoriana ab. Anschließend wurde er 1976 mit einer Arbeit über den evangelischen Theologen Gerhard Ebeling an der Universität Freiburg promoviert.
Als Studentenseelsorger in Bern und Fribourg hatte er parallel einen Lehrauftrag seit 1979 an der Universität Freiburg. 1990 wurde er zum außerordentlichen Professor für Systematische Theologie an der Universität Freiburg ernannt. 2002 wurde er emeritiert.

## Wirken
Schwerpunkt seiner Arbeit war neben seinem Fachgebiet der Systematischen Theologie, die Darstellung der ökumenischen Tragweite des Zweiten Vatikanischen Konzils.
Zudem war er langjähriger Redakteur der Schweizer jesuitischen Zeitschrift „Orientierung“.

## Werke
- Glaubensgewissheit. Eine Untersuchung zur Theologie Gerhard Ebelings, Universitätsverlag, Fribourg 1977.
- mit Doris Strahm: Jesus Christus: Christologie, TVZ, Zürich 2010.